# Ontológiatervezés

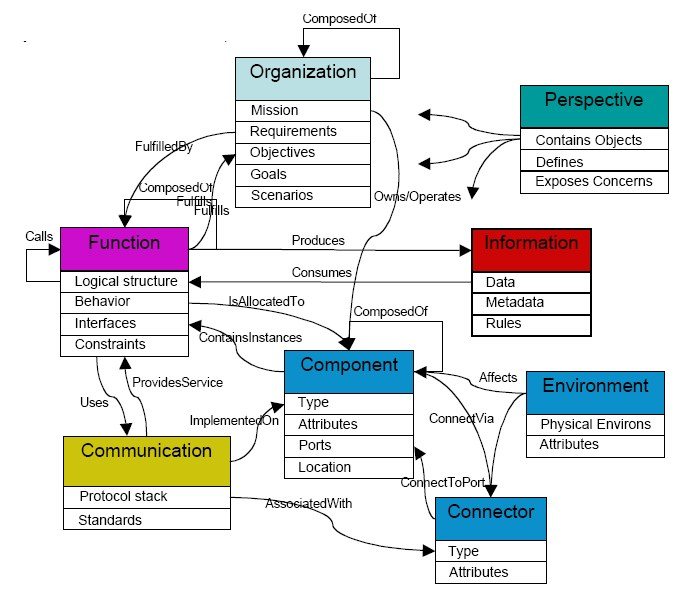
Példa egy felépített MBED felső szintű ontológiára a névleges nézetkészlet alapján.

A számítástechnikában, az információtudományban és a rendszertervezésben az ontológiatervezés az ontológiák felépítésének módszereit és módszereit tanulmányozó terület, amely magában foglalja a fogalmak, adatok és entitások közötti kategóriák, tulajdonságok és kapcsolatok reprezentációját, formális elnevezését és meghatározását. Tágabb értelemben ez a terület magában foglalja a tartomány tudáskonstrukcióját is olyan formális ontológiai reprezentációk felhasználásával, mint az OWL/RDF. Az absztrakt fogalmak, például cselekvések, idő, fizikai tárgyak és hiedelmek nagyszabású ábrázolása az ontológiatervezés példája lehet. Az ontológiatervezés az alkalmazott ontológia egyik területe, és a filozófiai ontológia alkalmazásának tekinthető. Az ontológiatervezés alapötletei és célkitűzései szintén központi szerepet töltenek be a fogalmi modellezésben.
Az ontológiatervezés célja, hogy explicitté tegye a szoftveralkalmazásokban, valamint a vállalatokon és az üzleti eljárásokon belüli tudást egy adott tartományra vonatkozóan. Az ontológiatechnika irányt mutat a szemantikai akadályok okozta interoperabilitási problémák, azaz az üzleti fogalmak és szoftverosztályok meghatározásával kapcsolatos akadályok megoldása felé. Az ontológiatervezés egy adott tartomány ontológiáinak fejlesztésével kapcsolatos feladatok összessége.
A szoftverügynökök által nem értelmezhető információk automatikus feldolgozása javítható gazdag szemantika hozzáadásával a megfelelő erőforrásokhoz, például videofájlokhoz. A reprezentált tudástartományok formális konceptualizálásának egyik megközelítése a gépileg értelmezhető ontológiák használata, amelyek RDF, RDFS, OWL alapon biztosít strukturált adatokat. Az ontológiatervezés olyan ontológiák tervezését és létrehozását jelenti, amelyek nemcsak a kifejezések listáját tartalmazhatják (kontrollált szókincs); terminológiai, állítási és relációs axiómákat tartalmaznak a fogalmak (osztályok), az egyének és a szerepek (tulajdonságok) meghatározására (TBox, ABox és RBox). Az ontológiatervezés egy viszonylag új terület az ontológiafejlesztési folyamattal, az ontológia életciklusával, az ontológiák felépítésének módszereivel, és az ezeket támogató eszközkészletekkel és nyelvekkel kapcsolatban. Az ontológiák logikai alátámasztásának általános módja az axiómák leírási logikákkal történő formalizálása, amelyeket aztán le lehet fordítani az RDF bármilyen szerializálására, például RDF/XML-re vagy Turtle-re. A leírási logikai axiómákon túl az ontológiák SWRL szabályokat is tartalmazhatnak. A fogalomdefiníciók hozzárendelhetők az RDF bármely erőforrásához vagy erőforrásszegmenséhez, például képekhez, videókhoz és érdeklődésre számot tartó régiókhoz, hogy megjegyzéseket fűzzenek objektumokhoz, személyekhez stb., és összekapcsolják őket a kapcsolódó erőforrásokkal tudásbázisokkal, ontológiákkal és LOD adatkészletekkel. Ezek az emberi tapasztalatokon és ismereteken alapuló információk értékesek a kifinomult és kétértelmű tartalmak, például a multimédiás források vizuális tartalmainak automatizált értelmezéséhez. Az ontológia alapú gondolkodás alkalmazási területei közé tartozik többek között az információ-visszakeresés, az automatizált jelenetértelmezés és a tudásfeltárás.

## Ontológiai nyelvek
Egy ontológianyelv az ontológia kódolására használt formális nyelv. Számos ilyen nyelv létezik az ontológiákhoz, szabadalmaztatottak és szabványalapúak is:
- A közös logika az ISO 24707 szabvány, amely az egymásra pontosan lefordítható ontológianyelvek családjának specifikációja.
- A Cyc projektnek van saját ontológianyelve, a CycL, amely elsőrendű predikátumszámításon alapul néhány magasabb rendű kiterjesztéssel.
- A Gellish nyelv szabályokat tartalmaz saját kiterjesztésére, és így integrálja az ontológiát egy ontológianyelvvel.
- Az IDEF5 egy szoftverfejlesztési módszer használható, pontos tartományontológiák fejlesztésére és karbantartására.
- A KIF az elsőrendű logika szintaxisa, amely S-kifejezéseken alapul.
- Rule Interchange Format (RIF), az F-Logic és utódja az ObjectLogic ontológiákat és szabályokat kombinál.
- Az OWL egy ontológiai kijelentések készítésére szolgáló nyelv, amelyet az RDF és az RDFS, valamint korábbi ontológiai nyelvi projektek, köztük az OIL, a DAML és a DAML+OIL folytatásaként fejlesztettek ki. Az OWL-t a világhálón keresztüli használatra tervezték, és minden eleme (osztályok, tulajdonságok és egyedek) RDF- erőforrásként van definiálva, és URI-k azonosítják.
- Az OntoUML egy jól megalapozott nyelv a referencia ontológiák megadására.
- A SHACL (RDF Shapes Constraints Language) egy nyelv az RDF adatok szerkezetének leírására. Használható együtt az RDFS-sel és az OWL-lel, vagy azoktól függetlenül is használható.
- Az XBRL (Extensible Business Reporting Language) egy szintaxis az üzleti szemantika kifejezésére.

## Ontológiamérnöki tevékenység az élettudományokban
Az élettudományok ontológiákkal együtt virágzanak, amit a biológusok arra használnak, hogy értelmet adjanak kísérleteiknek. Ahhoz, hogy a kísérletekből helyes következtetéseket lehessen levonni, az ontológiákat optimálisan kell felépíteni az általuk képviselt tudásbázishoz. Egy ontológia szerkezetét folyamatosan módosítani kell, hogy az a mögöttes tartomány pontos reprezentációja legyen.
A közelmúltban egy automatizált módszert vezettek be az élettudományok mérnöki ontológiáihoz, mint például a Gene Ontology (GO), amely az egyik legsikeresebb és legszélesebb körben használt orvosbiológiai ontológia. Az információelmélet alapján az ontológiákat úgy strukturálja át, hogy a szintek a fogalmak kívánt sajátosságát képviseljék. Hasonló információelméleti megközelítéseket is alkalmaztak a génontológia optimális felosztására. Tekintettel az ilyen mérnöki algoritmusok matematikai természetére, ezek az optimalizálások automatizálhatók, hogy elvi és méretezhető architektúrát hozzanak létre az ontológiák, például a GO átstrukturálásához.
Az Open Biomedical Ontologies (OBO), az Amerikai Orvosbiológiai Ontológiai Nemzeti Központ 2006-os kezdeményezése, közös „műhelyet” biztosít különféle ontológiai kezdeményezésekhez, amelyek között szerepel:
- Általános Modell Organizmus Projekt (GMOD)
- Génontológiai Konzorcium
- Szekvenciaontológia
- Ontológiakeresési szolgáltatás
- Növényontológiai Konzorcium
- A funkcionális genomika szabványai és ontológiái

## Az ontológiatervezés módszerei és eszközei
- DOGMA
- DogmaModeler
- KAON
- OntoClean
- HOZO
- Protégé (szoftver)
- Gra.fo (http://gra.fo)
- SABiO[11]
- TopBraid zeneszerző
- TopBraid EDG
- HCOME: Emberközpontú c ollaborative o ntology e ngineering m ethodology (http://semanticweb.org/wiki/SharedHCONE.html Archiválva 2015. szeptember 25-i dátummal a Wayback Machine-ben. és HCOME-3O Archiválva 2017. szeptember 14-i dátummal a Wayback Machine-ben)

## Fordítás
Ez a szócikk részben vagy egészben  az   Ontology engineering című angol Wikipédia-szócikk ezen változatának fordításán alapul.  Az eredeti cikk szerkesztőit annak laptörténete sorolja fel. Ez a jelzés csupán a megfogalmazás eredetét és a szerzői jogokat jelzi, nem szolgál a cikkben szereplő információk forrásmegjelöléseként.

## További irodalom
- Kotis, K., A. Papasalouros, GA Vouros, N. Pappas és K. Zoumpatianos, " Enhancing the Collective Knowledge for the Engineering of ontologies in Open and Socially Constructed Learning Spaces Archiválva 2017. szeptember 14-i dátummal a Wayback Machine-ben ", Journal of Universal Computer Science, vol. 17, 12. szám, pp. 1710–1742, 2011/08
- Kotis, K. és A. Papasalouros, "Hasznos kezdő ontológiák tanulása lekérdezési naplókból: HCOME felülvizsgált Archiválva 2017. szeptember 14-i dátummal a Wayback Machine-ben", 4. nemzetközi konferencia a komplex, intelligens és szoftverintenzív rendszerekről (CISIS-2010), Krakkó, IEEE Computer Society Press, 2010.
- John Davies (szerk.) (2006). Szemantikus webtechnológiák: Trendek és kutatás az ontológia alapú rendszerekben. Wiley.ISBN 978-0-470-02596-3ISBN 978-0-470-02596-3
- Asunción Gómez-Pérez, Mariano Fernández-López, Oscar Corcho (2004). Ontológiatervezés: példákkal a tudásmenedzsment, az e-kereskedelem és a szemantikus web területéről. Springer, 2004.
- 978-1-59593-323-2
- Mustafa Jarrar és Robert Meersman (2008). "Ontológiamérnöki munka – A DOGMA megközelítés". könyvfejezet (3. fejezet). In Advances in Web Semantics I. LNCS 4891. kötet, Springer.
- Riichiro Mizoguchi (2004). "Oktatóanyag az ontológiatervezésről: 3. rész: Az ontológiatervezés haladó tanfolyama" Archiválva 2013. március 9-i dátummal a Wayback Machine-ben.-nél. In: New Generation Computing. Ohmsha & Springer-Verlag, 22(2):198-220.
- Elena Paslaru Bontas Simperl és Christoph Tempich (2006). "Ontológiatervezés: valóságellenőrzés"
- Persze, York, Staab, Steffen és Studer, Rudi (2009). Ontológiamérnöki módszertan. In Staab, Steffen & Studer, Rudi (szerk.) Ontológiák kézikönyve (2. kiadás), Springer-Verlag, Heidelberg.ISBN 978-3-540-70999-2ISBN 978-3-540-70999-2